# Cottunculus nudus
Cottunculus nudus is een straalvinnige vissensoort uit de familie van psychrolutiden (Psychrolutidae). De wetenschappelijke naam van de soort is voor het eerst geldig gepubliceerd in 1989 door Nelson. Hij werd gevonden in het zuidwesten van de Stille Oceaan bij Nieuw-Zeeland op een diepte tot 1.123 m (3.684 ft).